# فضيحة في بلجرافيا
"فضيحة في بلجرافيا" (بالإنجليزية: A Scandal in Belgravia)‏ هي الحلقة الأولى من الموسم الثاني من مسلسل شرلوك الدرامي الإجرامي على قناة بي بي سي، والذي يتبع مغامرات العصر الحديث لشرلوك هولمز، وقد بُثَّ لأول مرة على بي بي سي الأولى في 1 يناير 2012. وقد شارك في كتابتها ستيفن موفات ومن إخراج بول ماكجيجان. الحلقة كانت مبنية على رواية "فضيحة في بوهيميا"، وهي قصة قصيرة للسير آرثر كونان دويل.
تُصوِّر الحلقة مواجهة شيرلوك هولمز (بنديكت كومبرباتش) مع إيرين أدلر (لارا بولفر)، وهي سيدة مسيطرة لديها صور مساومة التُقِطت مع إحدى أعضاء العائلة المالكة. الصور مخزنة داخل هاتفها المحمول، إلى جانب معلومات قيمة أخرى تجعلها هدفًا لفصائل سياسية مختلفة. يقضي شيرلوك معظم الحلقة في إبقاء الجهاز بعيدًا عن أيدي العدو أثناء محاولته استنتاج كلمة المرور الخاصة به. بالإضافة إلى الإشارة إلى قصة دويل القصيرة، فإن عنوان الحلقة تسمى بلغرافيا، وهي منطقة في لندن مجاورة لأراضي قصر باكنغهام.
بعد بثها على بي بي سي الأولى، أعطيت الحلقة أرقامًا موحدة تبلغ 10.663 مليون مشاهد في المملكة المتحدة. كانت ردود الفعل النقدية تجاه الحلقة إيجابية إلى حد كبير، حيث أشاد المراجعون بالكتابة والتمثيل والإخراج. وأثارت الحلقة جدلاً لإظهار شخصية إيرين أدلر عارية، مع استخدام زوايا الكاميرا بعناية لتجنب تعريض الأعضاء التناسلية.

## الحبكة
استمرارًا لنهاية حلقة "اللعبة العظيمة" ، يواجه شيرلوك هولمز (بنديكت كومبرباتش) وجون واتسون (مارتن فريمان) جيمس موريارتي (أندرو سكوت). بعد مكالمة هاتفية قطعت التبادل الخطير بين موريارتي وشيرلوك، انسحب موريارتي وطرد القناصين.
أصبح شيرلوك من المشاهير الصغار بعد أن قام جون بتدوين القضايا التي حُلَّت. في أحد الأيام، أُحضِر شيرلوك وجون لمقابلة مايكروفت (مارك جاتس) في قصر باكنغهام. يكشف مايكروفت أن إيرين أدلر (لارا بولفر) التقطت صوراً مساومة لنفسها ولعضوة من العائلة المالكة. تريد السلطة استعادة هاتف إيرين الذكي الذي يحتوي على تلك الصور. يحاول "شيرلوك" و "جون" الوصول إلى منزل إيرين بالخداع، لكنها تتوقع ذلك. يقابل شيرلوك إيرين عارية تمامًا مما يجعله غير قادر على استنتاج أي شيء عنها.
عندما أطلق جون إنذار الحريق عمدًا، وجد شيرلوك خزنة إيرين المخفية والتي نظرت إليها إيرين بعصبية. وفجأة اقتحم العديد من عملاء وكالة المخابرات المركزية بقيادة نيلسون (تود بويس) المنزل وطالبوا شيرلوك بفتح الخزنة. يحل شيرلوك كلمة المرور، ويُقتل بعض العملاء في فوضى لاحقة. حصل شيرلوك على الهاتف أولاً، ثم قامت إيرين بتهدئة شيرلوك، وأخذت الهاتف بدلاً من ذلك وهربت.
عشية عيد الميلاد، علم شيرلوك أن إيرين أرسلت له هاتفها. بالنظر إلى أهمية الهاتف، تعتقد شيرلوك أنها قد تموت قريبًا. وبالفعل، عثرت الشرطة على جثة مشوهة، حُدِّدَت على أنها إيرين.
في وقت لاحق، عشية رأس السنة الجديدة، رأى جون إيرين وهي على قيد الحياة، وقامت بتزييف موتها. تبعهم شيرلوك وعرف الحقيقة أيضًا. في هذه الأثناء، يحتجز فريق نيلسون السيدة هدسون (أونا ستابس) رهينةً ويخضع شيرلوك لنيلسون. تأتي إيرين وتكشف أنها لا تزال مُطاردة. طلبت من شيرلوك فك شفرة سرقت من وزارة الدفاع. شرلوك يكسرها بسهولة، ويكشف أنها أرقام تخصيص مقاعد شركة الطيران. تنقل إيرين هذه المعلومات إلى موريارتي، الذي يسخر من مايكروفت هولمز بأنه (موريارتي) يعرف الآن خطتهم.
مسؤول حكومي يحضر شيرلوك إلى هيثرو. يؤكد مايكروفت أن الحكومة خططت لتحليق طائرة مليئة بالجثث لتجنب تنبيه الإرهابيين الذين يخططون لتفجير الطائرة، الأمر الذي يذكرنا بأسطورة كوفنتري. ومع ذلك، نظرًا لأن شيرلوك ساعد إيرين عن غير قصد (وبالتالي موريارتي) في فك الشفرة، فقد أُحبِط المخطط. تكشف إيرين عن قائمة مطالب لمايكروفت، بما في ذلك الحماية، مقابل محتويات هاتفها. ومع ذلك، يستنتج شيرلوك حب إيرين له ويرى أن كلمة المرور هي "شير". وهكذا، تقرأ الكلمات التي تظهر على الشاشة معًا، "أنا شير-لوكد" (لوكد، أي: مقفل، وهي شبيهه بالإنجليزية لآخر اسم شيرلوك، "شير" "لوكد"). الآن بدون نفوذها ، تطلب إيرين الحماية، لكن شيرلوك ومايكروفت يرفضونها.
بعد بضعة أشهر، أخبر مايكروفت جون أن إيرين قُتلت على أيدي إرهابيين لكنه ينوي إخبار شيرلوك بدلاً من ذلك أنها دخلت في برنامج حماية الشهود في أمريكا. يسأل شيرلوك عن هاتف إيرين ويقول إن آخر رسالة نصية من إيرين كانت "وداعا يا سيد هولمز" توحي بوفاتها. بعد أن غادر جون، في الفلاش باك، تبين أن شيرلوك تنكر في زي الجلاد وأنقذ إيرين.

## المصادر والتلميحات

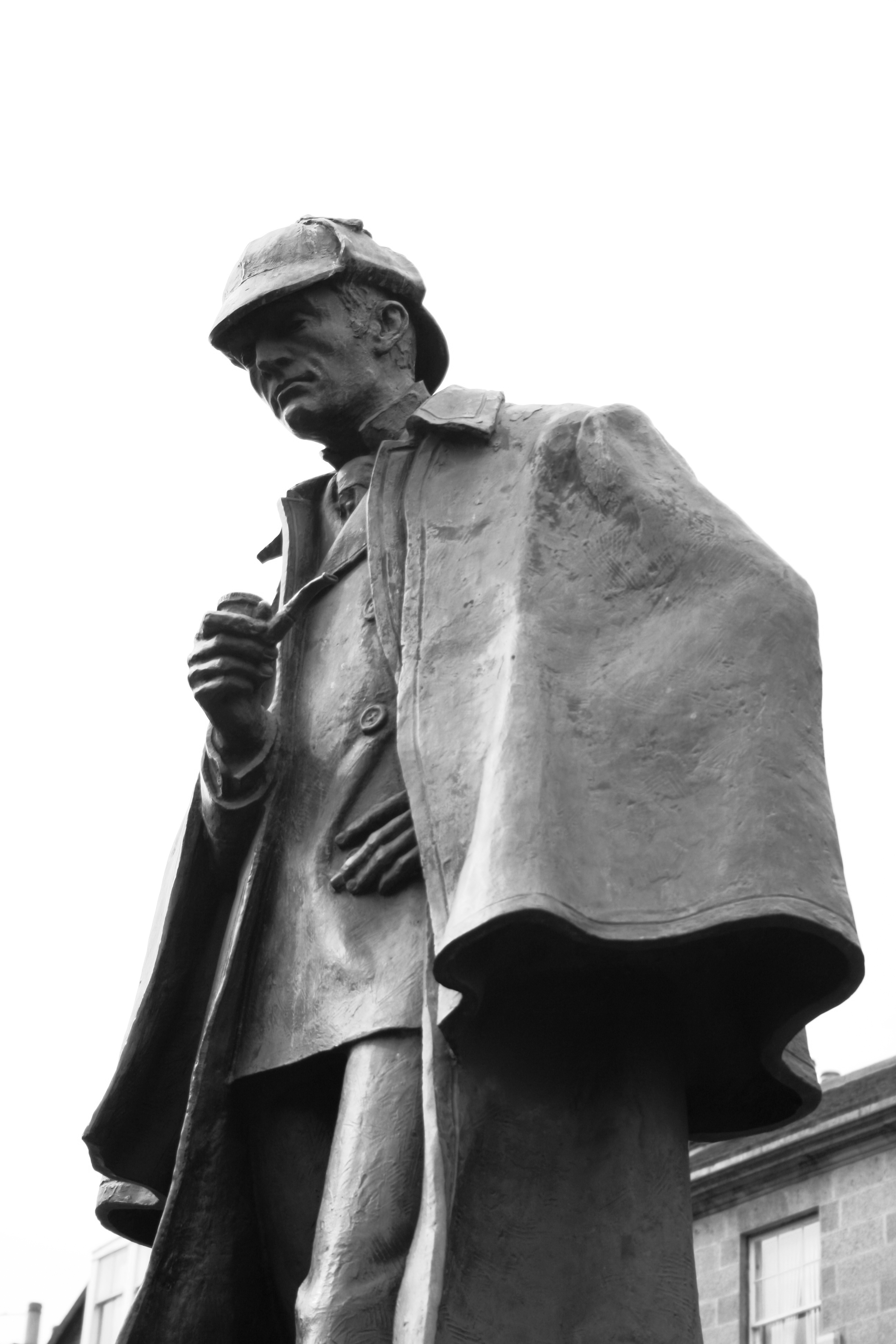
تمثال شارلوك هولمز في إدنبرة. يلمح حلقة "فضيحة في بلجرافيا" إلى هذه الصورة "الكلاسيكية" لهولمز التي أنشأها الرسام سيدني باجيت.